# Андросов, Михаил Трофимович
Михаил Трофимович Андросов (11 января 1916, Петроград — 15 марта 1998, Москва) — советский и российский актёр театра и кино, лауреат Государственной премии РСФСР имени К. С. Станиславского (1985). Народный артист РСФСР (1986).

## Биография
В 1934 году окончил Ленинградский театральный техникум. По окончании работал в музыкально-драматическом театре в городе Константиновка. С 1935 года — в Ленинградском театре транспорта. С 1937 по 1998 год служил на сцене Московского театра для детей (ныне РАМТ).
Михаил Трофимович — острохарактерный актёр большой пластической выразительности. Ему отлично удавались сказочные персонажи и отрицательные герои.
Снимался на телевидении, работал на радио.
Умер 15 марта 1998 года в Москве. Похоронен на Ваганьковском кладбище.

## Признание и награды
- Заслуженный артист РСФСР (1955)
- Государственная премия РСФСР имени К. С. Станиславского (1985)
- Народный артист РСФСР (1986)

## Творчество

### Роли в театре
Список ролей по данным на сайте РАМТ
- 1938 — «Баба-Яга — костяная нога» Сергей Розанов. Режиссёр: Владимир Дудин — Ивашечка
- 1938 — «Коньки» Сергей Михалков. Режиссёр: Иосиф Рапопорт — Вася Петров, ученик 7 «Б»
- 1940 — «Романтики» Эдмон Ростан. Режиссёр: Владимир Дудин — Персинэ
- 1941 — «Сказки» С. Я. Маршак по мотивам русских народных сказок: «Про козла», «Терем-теремок» и «Горе-злосчастье». Режиссёр: Владимир Дудин — Петух («Терем-теремок»)
- 1945 — «Грач, птица весенняя» С. Д. Мстиславский. Режиссёр: Леонид Волков — Валентин
- 1947 — «Кошкин дом» С. Я. Маршак. Режиссёр: Владимир Дудин — Козел
- 1947 — «Как закалялась сталь» Н. А. Островского. Режиссёры: Валентин Колесаев и Анна Некрасова — Виктор Лещинский, гимназист
- 1949 — «Где-то в Сибири» И. И. Ирошникова. Режиссёр: Георгий Товстоногов — Андрей Селезнев, комсорг
- 1949 — «Я хочу домой!» Сергей Михалков. Режиссёры: Борис Бибиков и Ольга Пыжова — Английский офицер, переводчик
- 1950 — «Недоросль» Д. И. Фонвизина. Режиссёр: Борис Бибиков — Митрофан
- 1950 — «Репка». Режиссёр: Валентин Колесаев — Кот
- 1952 — «Волынщик из Стракониц» И. К. Тыл. Режиссёр: Валентин Колесаев — Кресало, бывший студент
- 1953 — «Доходное место» А. Н. Островского. Режиссёр: Анна Некрасова — Белогубов
- 1954 — «Мещанин во дворянстве» Ж. Б. Мольера. Режиссёр: Мария Кнебель — Учитель танцев
- 1956 — «Оливер Твист» Чарльза Диккенса. Режиссёры: Анна Некрасова и Мария Кнебель — Джон Даукинс, он же плут
- 1956 — «Сказка о сказках» А. Зак, И. Кузнецов. Режиссёр: Анатолий Эфрос — Король
- 1957 — «Борис Годунов» А. С. Пушкина. Режиссёр: Анатолий Эфрос — Георгий (Дмитрий-самозванец)
- 1958 — «Волшебный цветок» Жэнь Дэ-Яо. Режиссёр: Мария Кнебель — Кот
- 1958 — «Том Сойер» Марка Твена. Режиссёр: Анна Некрасова — Мэфф Поттер
- 1960 — «Рамаяна». Режиссёр: Валентин Колесаев — Хануман, советник Сугривы
- 1960 — «Семья» И. Попов. Режиссёры: Анна Некрасова и Мария Кнебель — Неклюдов, прокурор
- 1961 — «Снежок» В. А. Любимова. Режиссёр: Валентин Колесаев — Джек Такер, классный руководитель
- 1963 — «Женитьба» Н. В. Гоголя. Режиссёр: Анатолий Эфрос — Анучкин
- 1965 — «Начало пути» П. Бернацкий. Режиссёр: Эдуард Змойро — Чириков, студент
- 1965 — «Король Матиуш Первый» Януш Корчак. Режиссёр: Пётр Фоменко — Министр финансов
- 1965 — «Дух Фландрии» А. Ладынин. Режиссёр: Валентин Колесаев — Филипп II, король Испанский
- 1966 — «Хижина дяди Тома» Александра Брунштейн по Гарриет Бичер-Стоу. Режиссёр: Анна Некрасова — Диркс, темный делец
- 1968 — «Карусель» С. Я. Маршак. Режиссёр: Владимир Дудин — Скоморох, Писатель, Цирульник, Мороженщик
- 1969 — «Весёлое сновидение» Сергей Михалков. Режиссёр: Шпак В. Д. — Кривелло, министр без портфеля
- 1969 — «Санька» Константин Лапин. — Капитан Шевцов
- 1971 — «Итальянская трагедия» по мотивам романа Э. Л. Войнич «Овод». Режиссёр: Владимир Дудин — Феррари
- 1971 — «Снежная королева» Е. Шварца. Режиссёр: Лев Машлятин — Король
- 1973 — «Двенадцатая ночь, или Что угодно» Шекспира. Режиссёр: Анна Некрасова — Сэр Эндрю Эгьючик
- 1975 — «Вечера на хуторе близ Диканьки» пьеса В. В. Фокина по Н. В. Гоголю. Режиссёр: В. В. Фокин — Дьяк
- 1975 — «Враги» М. Горького. Режиссёр: Владимир Кузьмин — Пологий, конторщик
- 1977 — «Лесная песня» Леси Украинки. Режиссёр: Анна Некрасова — Леший
- 1977 — «Бей, барабан!» С. Ермолинский, А. Хмелик. Режиссёр: Владимир Кузьмин — Добров Антон Антонович
- 1980 — «Три толстяка» Юрия Олеши. Режиссёр: Алексей Бородин — Август
- 1981 — «Антон и другие…» Алексей Казанцев. Режиссёр: Алексей Бородин — Филатов
- 1981 — «Шишок» Александр Александров. Режиссёр: Анна Некрасова — Прохор
- 1983 — Отверженные. Часть II «Баррикады» Виктора Гюго. Режиссёры: Алексей Бородин и Анна Некрасова — Жильнорман
- 1985 — «Алёша» Валентин Ежов, Григорий Чухрай. Режиссёр: Алексей Бородин — Учитель
- 1986 — «Сон с продолжением» Сергея Михалкова. Режиссёр: Алексей Бородин — Снежный король
- 1986 — «Фауст. Первый вариант» Гёте. Режиссёр: — Мефистофель
- 1993 — «Жизнь впереди» Эмиль Ажар. Режиссёр: Владимир Богатырёв — Мосье Хамиль

### Фильмография
- 1969 — Тихая семейка — аббат
- 1973 — Пушкинские сказки — Шут гороховый
- 1976 — Король Матиуш Первый — министр финансов
- 1976 — Рамаяна — Хануман
- 1989 — Князь Удача Андреевич — монах